# Nantan (Kioto)
Nantan (南丹市 Nantan-shi?) es una ciudad localizada en la prefectura de Kioto, Japón. En junio de 2019 tenía una población de 31.908 habitantes y una densidad de población de 51,8 personas por km². Su área total es de 616,40 km².

## Geografía

### Localidades circundantes
- Prefectura de Kioto
  - Kioto
  - Ayabe
  - Kameoka
  - Kyōtamba
- Prefectura de Shiga
  - Takashima
- Prefectura de Osaka
  - Nose
- Prefectura de Hyōgo
  - Tanbasasayama

## Demografía
Según datos del censo japonés, la población de Nantan ha disminuido en los últimos años.
| Año del censo | Población |
| ------------- | --------- |
| 1995          | 37.841    |
| 2000          | 37.617    |
| 2005          | 36.736    |
| 2010          | 35.214    |
| 2015          | 33.145    |